# Pozsonyi repülőtér
A Milan Rastislav Štefánik repülőtér (szlovákul Letisko Milana Rastislava Štefánika Bratislava), röviden Pozsonyi repülőtér (Letisko Bratislava) (IATA: BTS, ICAO: LZIB) a szlovák főváros, Pozsony nyilvános nemzetközi repülőtere, az ország fő légikikötője. 2007-ben zárta legjobb évét az utasforgalom szempontjából: több mint 2,2 millió utassal. Azonban az utasok száma az ezt követő években folyamatosan csökkent. A repülőtér 1993 óta Milan Rastislav Štefánik nevét viseli, akinek a repülőgépe 1919-ben zuhant le Pozsony közelében.

## Fekvés
Pozsony történelmi központjától 9 km-re északkeletre, Pozsonyszőlős területén fekszik. A 4,77 km² összterületű létesítmény igen kedvező éghajlati körülményekkel rendelkezik.
A repülőtértől Bécs (Ausztria), Brno (Csehország) és Győr (Magyarország) közúton egy óra alatt elérhető.

## Légitársaságok és úticélok
| Légitársaság             | Célállomások |
| ------------------------ | --- |
| Corendon Airlines Europe | Szezonális charter: Rhodes |
| flydubai                 | Dubai–International |
| Pobeda                   | Moscow–Vnukovo |
| Ryanair                  | Alghero, Athens, Beauvais, Bergamo, Birmingham, Bologna, Charleroi, Dublin, Edinburgh, Eindhoven, Kijev-Boriszpil, London–Stansted, Malta, Manchester, Niš, Paphos, Rome–Ciampino, Thessaloniki Szezonális: Burgas, Corfu, Eilat, Leeds-Bradford Málaga, Palma de Mallorca |
| Smartwings               | Szezonális: Antalya, Burgas, Catania, Corfu, Heraklion, Kos, Lamezia Terme, Larnaca, Palma de Mallorca, Rhodes |
| Smartwings Slovakia      | Szezonális charter: Aqaba, Banjul, Hurghada, Marsa Alam, Salalah, Sharm El Sheikh, Taba, Tel Aviv |
| Wizz Air                 | Kiev–Zhuliany, London–Luton, Lviv, Odessa, Saint Petersburg , Skopje, Szófia |

## Forgalom
Az utasforgalom az elmúlt években az alábbi módon változott:
| Utasok száma | 285 983 | 283 714 | 480 011 | 1 326 493 | 2 218 545 | 1 585 064 | 1 355 625 | 1 756 808 | 2 290 242 | 1 406 284 |
|              | 1997    | 2000    | 2003    | 2005      | 2008      | 2011      | 2014      | 2016      | 2019      | 2022      |